# Jesper Blomqvist
Lars Jesper Blomqvist (født 5. februar 1974) er en tidligere svensk fodboldspiller, der seneste fungerende som spillende assitenttræner Hammarby IF i Superettan. Han indstillede karrieren i 2010.
Han startede med at spille i IFK Göteborg, hvor han vandt fire Allsvenskan-ligamesterskaber mellem 1993–96. Senere spillede han for Manchester United, hvor han var en del af det hold der vandt en treble i 1999, der omfattede FA Premier League, FA Cup og UEFA Champions League. Han vendte tilbage til svensk fodbold i 2003 i Djurgården, hvor han vandt sin sidste Allsvenskan-titel, før han blev pensioneret i 2005. En skade på en spiller, gjorde at han vendte tilbage til at spille fodbold for Enköping i 2008. Blomqvist har spillet 30 landsholdskampe for Sverige, og han hjalp dem med at nå tredjepladsen i VM i fodbold 1994 i USA.